# Vipio mongolicus
Vipio mongolicus är en stekelart som beskrevs av Telenga 1936. Vipio mongolicus ingår i släktet Vipio och familjen bracksteklar. Inga underarter finns listade i Catalogue of Life.